# Distrito Metropolitano de Caracas
El Distrito Metropolitano de Caracas (DMC), conocido también como el Área Metropolitana de Caracas (AMC), fue el órgano político-administrativo que coordinó el funcionamiento administrativo de la conurbación de Caracas a lo largo de su Valle homónimo y sus municipios aledaños, siendo administrado dicha entidad por la Alcaldía Metropolitana  de Caracas, con el propósito de tener el control de toda la ciudad a través de un solo alcalde. El DMC tuvo una población de alrededor de los 3 millones de habitantes (INE, 2011). Fue creado por mandato constitucional por la Constitución de 1999 con la intención de coordinar todas las instituciones municipales de la capital, debido a que su zona urbana se extiende más allá del Distrito Capital sobre 4 municipios del Estado Miranda: Baruta, Chacao, Sucre y El Hatillo; los cuales poseen sus respectivos alcaldes y concejales.
Se diferencia del Distrito Capital porque este último está constituido solamente por el Municipio Libertador de Caracas, que a partir del 1999 se convirtió en el heredero de lo que antes se conocía como Distrito Federal, es decir, la parte occidental de la ciudad en donde se encuentran las sedes de los Poderes Públicos, mientras que el antiguo Distrito Vargas que también hacía parte de ese mismo antiguo Distrito fue transformado primero en Territorio Federal y luego elevado a la categoría de estado, por lo que no estaba relacionado con el Distrito Metropolitano de Caracas.
El 20 de diciembre de 2017 la Asamblea Nacional Constituyente aprobó el Decreto Constituyente para la Supresión y Liquidación del Área Metropolitana y Distrito del Alto Apure, disolviendo ambas entidades y siendo acatada por el alcalde encargado Alí Mansour Landaeta días después. Sin embargo, el 9 de enero de 2018 la Asamblea Nacional declaró la “absoluta nulidad” de la decisión de la Asamblea Constituyente de suprimir las entidades. No obstante, la entidad quedó definitivamente disuelta, así como la figura del alcalde metropolitano.

## Gobierno e instituciones

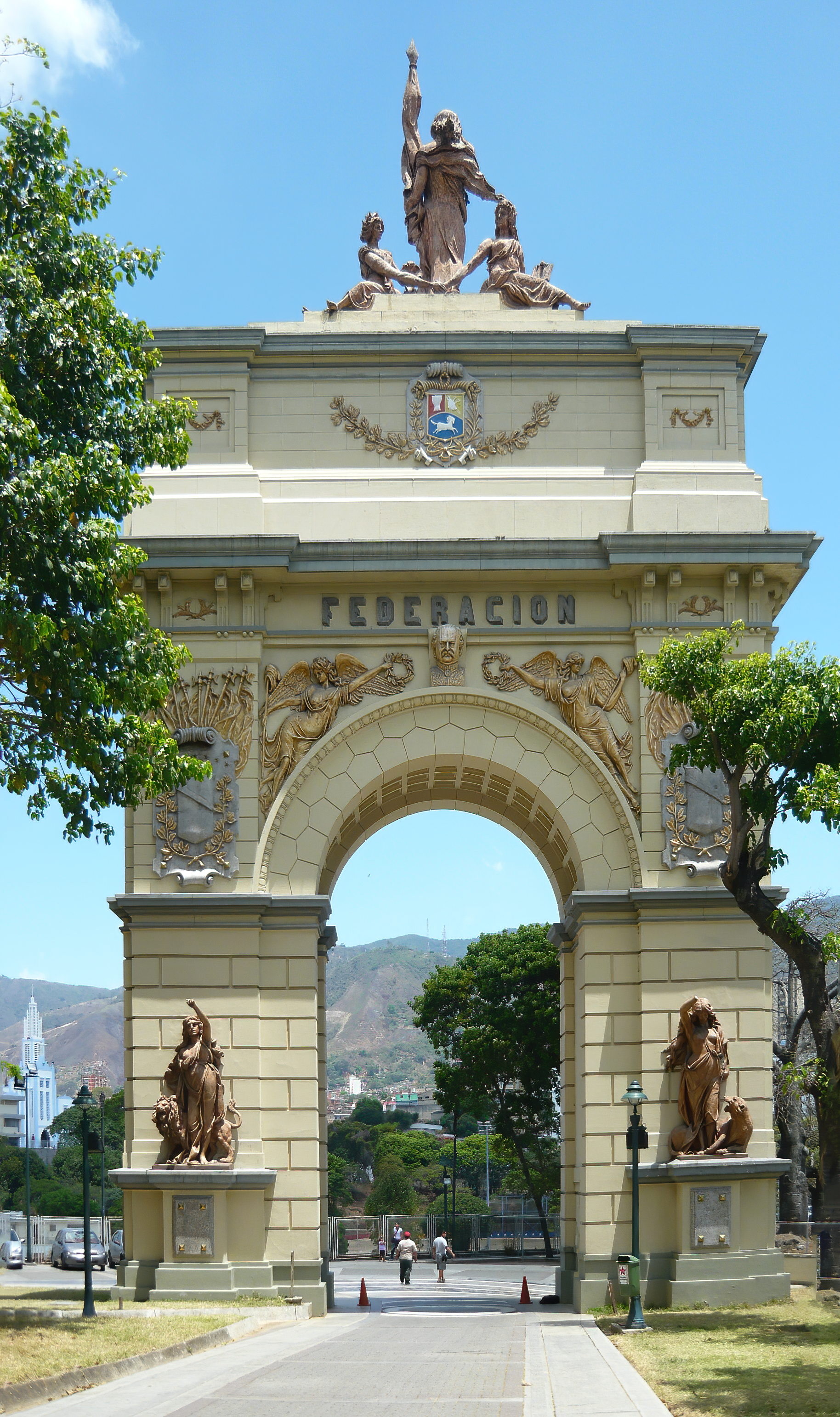
Arco de la Federación, Municipio Libertador, Distrito Metropolitano de Caracas.

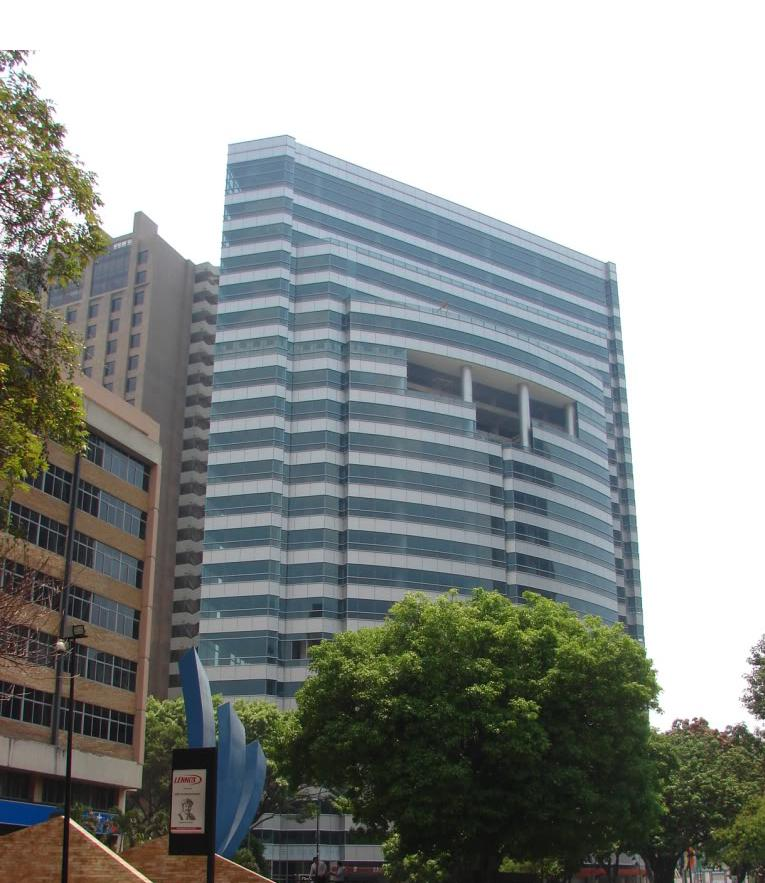
Torre Digitel, municipio Chacao, distrito Mmtropolitano de Caracas.

El gobierno ejecutivo lo ejercía el alcalde metropolitano de Caracas, electo cada 4 años y quien podía optar a reelección inmediata.
En el caso de los 5 municipios que conforman la ciudad de Caracas (Distrito Capital: 1, Estado Miranda: 4); el alcalde mayor solo tenía funciones de coordinación, puesto que la autoridad recae en la gobernación de ese estado, según la Constitución de 1999 se busca como este tipo de organización el crecimiento armónico y desarrollo integral de la ciudad, sin eliminar el Distrito Capital ni segregar una parte del estado Miranda.
En el caso del Distrito Capital y de su único municipio, que en sí conforma una de las 23 entidades federales del país, el(la) jefe(a) de gobierno de este ente asumió parte de las funciones del extinto Distrito Federal.
La sede de gobierno se encontraba ubicada en el centro de la capital, en el antiguo edificio donde funcionaba la gobernación del Antiguo Distrito Federal, específicamente al frente de la Plaza Bolívar, pero este espacio fue asumido por el Gobierno del Distrito Capital.
La Alcaldía Mayor de Caracas tenía varias sedes, pero el Despacho del alcalde (sa) se encontraba en el Edificio Sudameris (antiguo Centro Financiero Latino).
Despacho de la Alcaldía del Distrito Metropolitano de Caracas.
Dirección Ejecutiva de la Alcaldía del Distrito Metropolitano de Caracas.
Dirección General de la Alcaldía.
Dirección General de Administración.
La principal función de la Alcaldía Mayor de Caracas era la supervisión de los municipios capitalinos en materia de reglamentos, normativas y disposiciones ajustadas a sus jurisdicciones. Estos alcaldes municipales debían coordinar con el alcalde metropolitano los planes que deseaban adelantar en sus respectivas localidades.

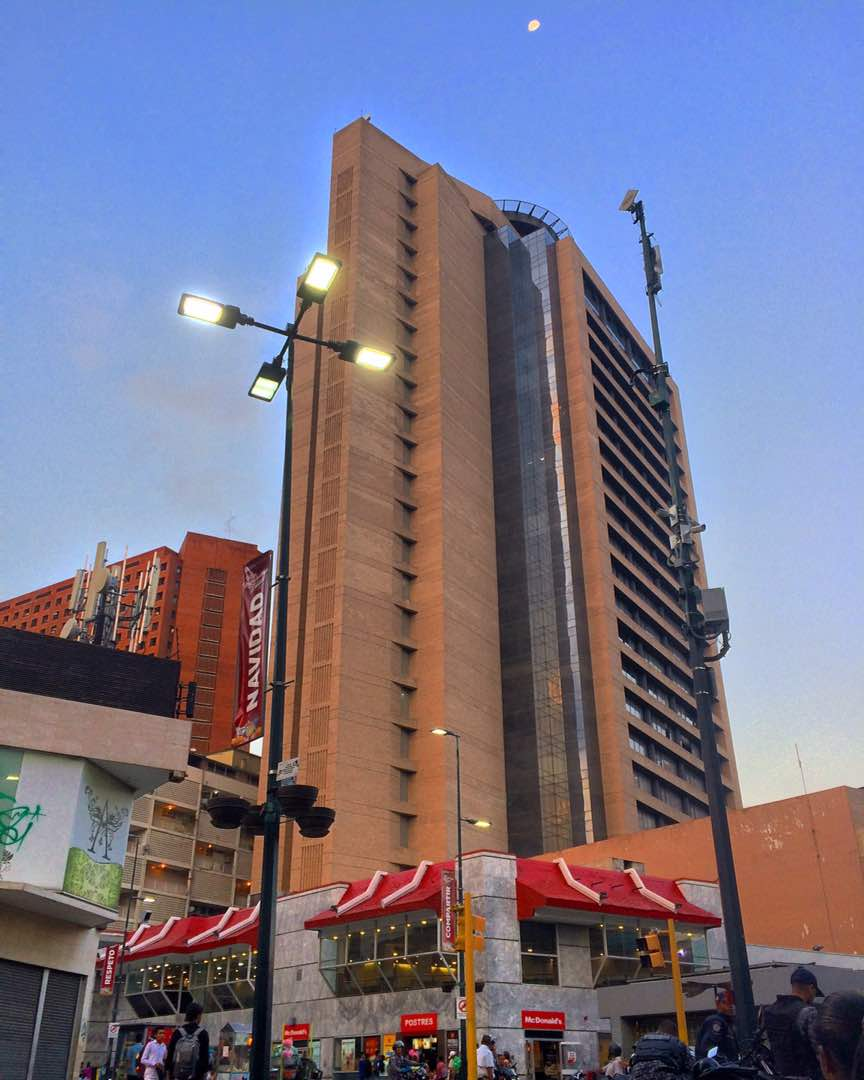
Centro Empresarial Sabana Grande, Distrito Metropolitano de Caracas

De acuerdo a la Ley Especial del Régimen Municipal en Dos Niveles del Área Metropolitana de Caracas, el Área Metropolitana era una unidad político-territorial que poseía personalidad jurídica y autonomía dentro de los límites de la Constitución de la República y la ley.
Su ámbito geográfico comprendía cinco (5) Municipios: Libertador, Baruta, Chacao, El Hatillo y Sucre. Si bien excepto el primero de ellos pertenecen al estado Miranda. 
De acuerdo con la citada Ley, en estos municipios se aplicaba una política integral para incrementar la planificación y coordinación de acciones para mejorar la calidad de vida de los ciudadanos.
El Distrito Metropolitano de Caracas se organizaba en un sistema de gobierno municipal a dos niveles: 
Nivel Metropolitano: El gobierno y administración del distrito metropolitano de Caracas corresponde al alcalde metropolitano, quien es la primera autoridad civil, política y administrativa del Distrito Metropolitano de Caracas, integrado por los cinco (5) municipios de toda Caracas.
La función legislativa del Distrito Metropolitano de Caracas corresponde al Cabildo Metropolitano, integrado por concejales metropolitanos.
Nivel Municipal: Formado por un órgano ejecutivo y un órgano legislativo en cada municipio integrante del Distrito Metropolitano de Caracas.
En cada municipio el poder ejecutivo lo ejerce el alcalde municipal, y el legislativo el Concejo Municipal.
La Alcaldía Mayor de Caracas era un organismo autónomo del Ejecutivo Nacional, recibía un situado constitucional de parte del gobierno central y realizaba mayormente la supervisión de los municipios capitalinos y, para la solución de problemas en la ciudad, activaba planes de enlace con los diferentes Ministerios del Estado para previo apoyo de los problemas de gran tamaño que sobrepasan los esfuerzos de las alcaldías.

## Instituciones de la Alcaldía Metropolitana
- Consejo de Protección de los Derechos del Niño y Adolescente del Distrito Metropolitano
- Contraloría del Distrito Metropolitano.

- Cuerpos de Bomberos Metropolitanos.
- Cuerpo de Bomberos Forestales Metropolitanos.
- Policía Metropolitana de Caracas.
- Protección civil de Área Metropolitana de Caracas.

## Gestión Metropolitana

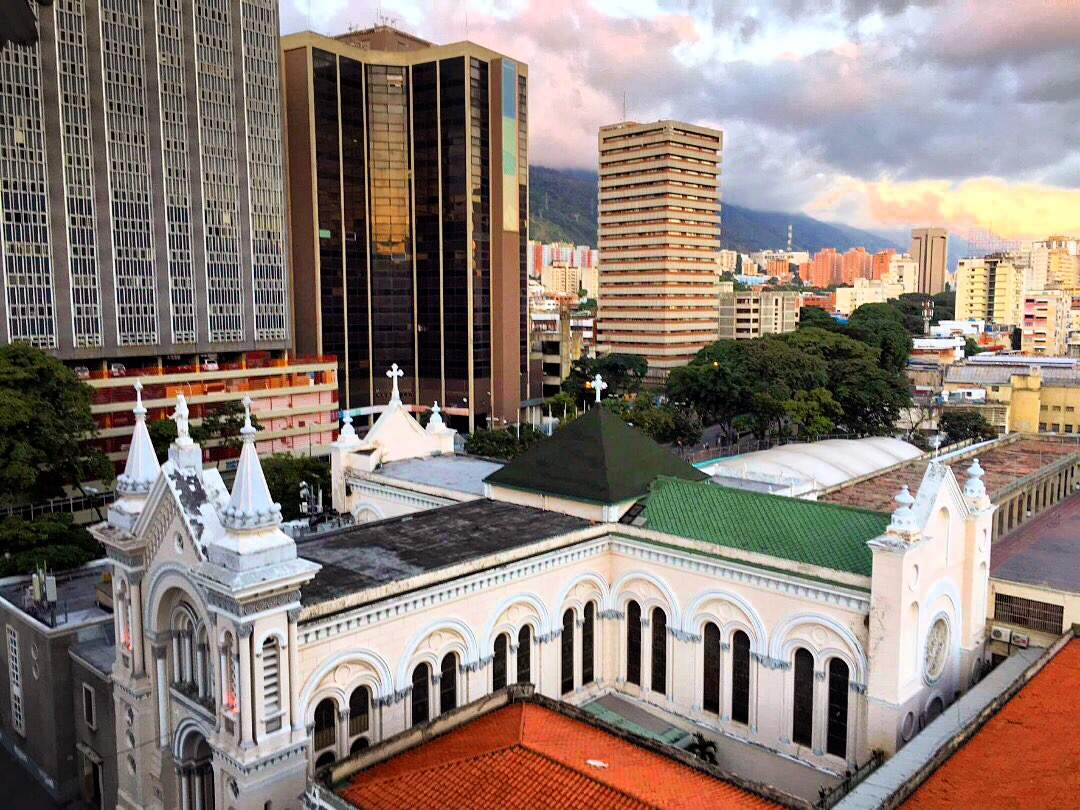
La Candelaria, Distrito Metropolitano de Caracas

La Alcaldía Metropolitana de Caracas fue un órgano de gobierno que prestaba servicios a la comunidad metropolitana, como los eran: La ordenación urbana y urbanística, la protección del ambiente y el saneamiento ambiental, la promoción y dirección de las mancomunidades que se acordaban entre los municipios que integraban el Área Metropolitana de Caracas en las materias de su competencia, y la contribución con la administración de los gobiernos municipales que integraban el Área Metropolitana. La institución tuvo doce (12) años funcionando como Alcaldía del Área Metropolitana de Caracas y mucho más como gobernación, con una responsabilidad de aproximadamente dos mil setecientos (2700) empleados que prestaban sus servicios en la institución pública.
El Plan Caracas 2020, fue el plan central de planificación de la Alcaldía Metropolitana de Caracas y se constituyó a raíz del plan estratégico metropolitano de Caracas (FPECM), el cual no se continuó pero tenía como propuesta promover la participación en los aspectos de la construcción. El actual planteamiento era elaborado por la Alcaldía Metropolitana para buscar aumentar el compromiso en la sociedad y elevar la calidad de vida de cada uno de los habitantes.
El proyecto tenía la cooperación de los municipios del área metropolitana de las cuales se les añadían comunidades, instituciones públicas y privadas entre otras organizaciones. La alcaldía intervenía como mediador que controlaba y coordinaba las acciones que se realizaban dentro de la planificación y construcción de este propósito. En ese orden de ideas el plan buscó el equilibrio entre lo social, económico y ambiental, de manera que cada punto tuviera la prioridad que necesitaba basado en planificaciones específicas que generaran el buen funcionamiento en la ciudad, esto permitía crear diversos tópicos y propuestas a corto, mediano y largo plazo con el fin de solventar problemáticas que acontecían en los diversos sectores públicos.

## Subdivisión

### Municipios
El Distrito Metropolitano de Caracas está dividido en 5 municipios que integran el Área Metropolitana de Caracas, según el artículo 2 de la Ley Especial del Régimen Municipal a dos niveles del Área Metropolitana:
| Municipio                         | Superficie | Población | Densidad       | Creación |
| --------------------------------- | ---------- | --------- | -------------- | -------- |
| Baruta                            | 86 km²     | 260.853   | 3632 hab/km²   | 1989     |
| Chacao                            | 13 km²     | 64.629    | 10 487 hab/km² | 1992     |
| El Hatillo                        | 114 km²    | 54.225    | 997 hab/km²    | 1992     |
| Libertador                        | 433 km²    | 1 943 901 | 9884 hab/km²   | 1989     |
| Sucre                             | 164 km²    | 600 351   | 6056 hab/km²   | 1989     |
| Distrito Metropolitano de Caracas | 810 km²    | 4 923 959 | 10 875 hab/km² | 2000     |

### Parroquias
| Parroquias del Distrito Metropolitano de Caracas |
| --- |
| 1 2 Antímano Caricuao 6 Caucagüita Chacao Coche El Cafetal El Junquito El Paraíso El Recreo El Valle Fila de Mariches La Dolorita 17 La Vega Las Minas Leoncio Martínez Macarao Nuestra Sra. del Rosario de Baruta Petare 24 25 26 27 San Pedro Santa Rosalía de Palermo 31 Sucre |

### Cabildo Metropolitano de Caracas
Además, poseía el Cabildo Metropolitano de Caracas, institución creada por la Constitución de 1999 e integrada por 13 concejales electos por cada uno de los municipios que la componen; este era un órgano que emitía ordenanzas en el Área Metropolitana de Caracas.

## Alcaldes Mayores
| Período     | Alcalde Mayor        | Partido político / Alianza | % de votos | Notas |
| ----------- | -------------------- | -------------------------- | ---------- | --- |
| 2000 - 2004 | Alfredo Peña         |                            | 68,80      | Primer alcalde mayor bajo elecciones directas. Electo por el Movimiento V República, sin embargo. en octubre de 2001 abandonó dicho partido y se declaró en oposición al Chavismo |
| 2004 - 2008 | Juan Barreto         |                            | 60,33      | Segundo alcalde mayor bajo elecciones directas. |
| 2008 - 2012 | Antonio Ledezma      |                            | 52,42      | Tercer alcalde mayor bajo elecciones directas. |
| 2013 - 2015 | Antonio Ledezma      |                            | 50,78      | Reelecto (la fiscalía general solicitó su arresto). |
| 2015 - 2017 | Helen Fernández      |                            | -          | (Alcaldesa mayor encargada) Designada desde el 24 de febrero de 2015 de forma temporal.Destituida por el Cabildo Metropolitano de Caracas en 2017.                                |
| 2017        | Alí Mansour Landaeta |                            | -          | Designado el 22 de noviembre por el Cabildo Metropolitano de Caracas, último funcionario al mando de la Alcaldía hasta su disolución.                                             |

Nota
Antes de la creación el Distrito Metropolitano de Caracas, el Distrito Federal tenía un gobernador designado por el presidente de la República —el último fue Hernán Grüber Odremán (1999-2000)— y los 4 municipios del estado Miranda tenían solo sus respectivos alcaldes. Tras la aprobación de la Constitución de 1999, los 5 municipios conformaban un gobierno a 2 niveles (uno bajo jurisdicción del Distrito Capital y el otro bajo administración del estado Miranda) llamado Distrito Metropolitano de Caracas. Este era un ente que coordina acciones entre los 5 municipios en pro del desarrollo de la ciudad.

### Cabildo Metropolitano de Caracas
Período 2013 - 2017
| Concejales          | Partido político / Alianza |
| ------------------- | -------------------------- |
| Gregorio Caribas    | MUD                        |
| Guillermo Arocha    | MUD                        |
| Adolfo Padrón       | MUD                        |
| Edinson Ferrer      | MUD                        |
| Alejandro Vivas     | MUD                        |
| Ali Mansour         | MUD                        |
| Gladys Castillo     | MUD                        |
| Máximo Sánchez      | MUD                        |
| Jimmy Gudiño        | PSUV                       |
| Ali Primera         | PSUV                       |
| Vladimira Moreno    | PSUV                       |
| Alexander Aranguren | PSUV                       |
| Alexander Nebreda   | PSUV                       |